# أحمد عبد العظيم عبد الغني
أحمد عبد العظيم عبد الغني أستاذ النحو والصرف والعروض بكلية دار العلوم جامعة القاهرة، وعضو مجمع اللغة العربية. حاصل على دكتوراه من جامعة ليدز (Leeds) إنجلترا.

## نشأته وحياته العلمية
- ولد في قرية دشاشة محافظة بني سويف عام 1940، ودخل مدرسة القاضي الابتدائية في بني سويف وهو في السادسة من عمره حتى وصل إلى العاشرة، فأخرجه والده من المدرسة ــ وكان مديراً لها ــ حتى يتسنى له حفظ القرآن الكريم الذي بدأ في حفظه فعلياً وهو في التاسعة؛ حيث التحق بكُتَّأب القرية، وكان يذهب أيضًا إلى مكتب تحفيظ القرآن بالمدرسة الابتدائية التي كان طالبا فيها، لكنه كان مستمعاً وليس مقيداً فيها رغم أن والده كان مديرها.
- أتم حفظ القرآن الكريم وهو في الثانية عشرة من عمره؛ فالتحق بمعهد بني سويف الديني الأزهري وحصل على الإعدادية عام 1956م.
- ثم التحق بالمعهد الثانوي الأزهري بالدراسة ــ القاهرة، لمدة خمس سنوات من عام 1956م إلى 1961م، وكان ترتيبه الــ (12) مكرر على مستوى المعاهد الأزهرية على مستوي الجمهورية.
- في عام 1961م التحق بكلية دار العلوم، وتخرج فيها عام 1965م، وكان ترتيبه الأول مكرر مع صديقه أ.د/ عبد الواحد علّام (رحمه الله).
- في عام تخرجه 1965م عُيّن معيدا في كلية دار العلوم بقسم النحو والصرف والعروض.
- في (25) يوليو (1970م) ناقش رسالته للماجستير وكانت بعنوان: الوحدات الصرفية ودورها في بناء الكلمة العربية، وحصل على تقدير (ممتاز مع مرتبة الشرف الأولى).
- وفي أكتوبر من نفس العام (1970م) سجّل رسالته للدكتوراه، وكانت بعنوان: مقيدات الحدث والزمن في الفعل في اللغة العربية.
- في عام 1974م كاد أن ينتهي من رسالته للدكتوراه وما هي إلا بضعة أشهر قليلة حتى يتسنى له مناقشتها، حتى أُعيد فتح الابتعاث إلى الخارج، وقد كان مغلقا من عام 1964م، وكانت الأولوية للذين تخرجوا من عام 1964م، فآثر أن يذهب تاركا خلفه رسالته للدكتوراه التي أوشكت على الانتهاء مفضلا البداية من أوّل الطريق. وسافر إلى إنجلترا.
- في عام 1981م حصل على رسالة الدكتوراة من جامعة ليدز Leeds إنجلترا، وكانت بعنوان: (الجمل الشرطية عند النحاة العرب: دراسة نحوية دلالية)، وكان أستاذه الذي أشرف عليه هو البروفيسور ميتشل (Prof. Michelle) وهو التلميذ المباشر للعالم اللغوي (فيرث Firth).

وهذه الأطروحة، تبعا للنظام المتبع في إنجلترا، تم ترقيتها مباشرة إلى رسالة دكتوراه دون أن تَعْبُر على درجة الماجستير، فهذا النظام متبع في إنجلترا إذا كانت الأطروحة المقدمة قوية؛ بحيث تكون قادرة على أن تكون رسالة للدكتوراه، بدلا من أن تُظلم وتضيع في أطروحات الماجستير.
- في عام 1981م عُيّن مدرسا بكلية دار العلوم قسم النحو والصرف والعروض.
- في عام 1990م تم ترقيته إلى أستاذ مساعد بقسم النحو والصرف والعروض.[2]
- في عام 2000م قدّم استقالته احتجاجًا واعتراضًا على ما انتهت إليه لجنة الترقيات، وسافر في نفس العام إلى إعارة.
- في عام 2011 تم إعادته إلى كلية دار العلوم وقام بتدريس مناهج البحث لتمهيدي ماجستير.
- في أواخر عام 2012 تم انتخابه في عضوية المجمع اللغوي بالقاهرة، وهذا من أول ترشيح له للعضوية فيه.
- في يوم الإثنين الموافق 18/3/2013 أُقيم حفل استقباله في المجمع اللغوي، وقد قدمه صديق عمره أ.د/ محمد حماسة.

## مفارقة في حياته
عندما تخرج في كلية دار العلوم، كانت الكلية قد طلبت معيدا واحدا. وكان هو وصديقه (عبد الواحد علّام) كل منهما الأول مكرر، فكان الاختيار كالآتي:
- الأكثر مجموعًا. فكان الاثنان نفس المجموع.
- الأكبر درجة في مادة النحو. فكان الاثنان نفس الدرجة.
- الأقل سنا. فكان الاثنان قد وُلِدا في نفس اليوم.

فما كان من إدارة الكلية والجامعة إلا أن أخذت بالترتيب الأبجدي، فكان الاختيار قد وقع على (أ.د/ أحمد عبد العظيم) وتم تعيينه معيدا بكلية دار العلوم. بيد أنه ذهب إلى رئيس الجامعة آنذاك وسأل: ما ذنب أن صديقه (عبد الواحد علّام) قد سمّاه والده بهذا الاسم؟! .. فما كان من رئيس الجامعة، وكان الدكتور محمد مرسي أحمد، إلا أنه تفهّم الأمر، وتم تعيين (أ.د/ عبد الواحد علّام) بعده بأقل من ثلاثة أشهر في قسم الأدب والنقد.

## المؤهلات العلمية
1. ليسانس في اللغة العربية والعلوم الإسلامية - كلية دار العلوم- جامعة القاهرة سنة 1965م بتقدير جيد جدا مع مرتبة الشرف، وكان ترتيبه الأول.
2. ماجستير في اللغة العربية (تخصص النحو والصرف والعروض)، كلية دار العلوم - جامعة القاهرة سنة 1970م بتقدير ممتاز مع مرتبة الشرف الأولى.
3. دكتوراه في اللغة العربية وعلم اللغة (الأصوات والصرف والنحو)، قسم عم اللغة والأصوات - جامعة ليدز (Leeds) إنجلترا، سنة 1980م.
عنوان رسالة الماجستير: الوحدات الصرفية ودورها في بناء الكلمة العربية.
عنوان رسالة الدكتوراة:الجمل الشرطية عند النحاة العرب: دراسة نحوية دلالية.

## الخبرات العلمية
1. تدريس النحو والصرف بكلية دار العلوم جامع القاهرة من عام 1965م حتى الآن، باستثناء مدة البعثة إلى إنجلترا من عام 1974م إلى 1981م، ومدة الإعارة للعمل بالجامعة الإسلامية العالمية بإسلام آباد - باكستان من عام 1984 إلى 1991م، ومدة الإعارة للعمل بجامعة الإمام محمد بن سعود الإسلامية من عام 1998م حتى أغسطس 2008م.
2. تدريس النحو والصرف بقسم الدراسات السامية والشرقية، جامعة ليدز - إنجلترا. لطلاب الفرقتين الأولى والثالثة عام 1980م.
3. تدريس النحو والصرف والأصوات لطلبة الدراسات العليا، قسم اللغة العربية - الجامعة الأمريكية بالقاهرة أعوام 1982، 1983، 1984م.
4. تدريس مادتي (أصول النحو) و(مصادر النحو وقضاياه) لطلبة الدراسات العليا بكلية دار العلوم من عام 1992 إلى 1996م.
5. تدريس مادة الصرف لطلاب الدراسات العليا، كلية الآداب - جامعة القاهرة العام الدراسي 1994-1995م.
6.تدريس النحو والصرف والعروض بكلية التربية - جامعة السويس (1982-1983).
7. تدريس أصوات اللغة العربية وصرفها ونحوها بمعهد التدريب الإذاعي بالقاهرة أعوام 1984، 1994، 1995، 1996، 1997، 1998م.
8. تدريس النحو والصرف بكلية اللغة العربية، الجامعة الإسلامية - إسلام آباد - باكستان من عام 1984 إلى 1991م.
9. رئاسة معهد اللغويات بالجامعة الإسلامية، إسلام آباد _ باكستان 1989م.
10. تولى وكالة كلية اللغة العربية لشئون الدراسات العليا بالجامعة الإسلامية، إسلام آباد - باكستان عامي 1990، 1991م.
11. تدريس النحو والصرف بكلية اللغة العربية والعلوم الاجتماعية، جامعة الإمام محمد بن سعود (فرع أبها) عام 1994م (فصل دراسي).
12. تدريس النحو والصرف لطلاب الدراسات العليا، كلية الدراسات العربية والإسلامية - جامعة المنيا العام الدراسي 1992 ــ 1993م.
13. تدريس النحو والصرف بكلية الآداب، جامعة الزقازيق العام الدراسي1993م ــ 1994م.
14. تدريس مادتي النحو والصرف بكلية البنات، جامعة عين شمس 1995م (الفصل الدراسي الأول).
15. تدريس النحو والصرف بكلية العلوم العربية والاجتماعية، جامعة الإمام بالقصيم من عام 1998م حتى أغسطس 2008م.
16. الاشتراك في إعداد مشروع تعليم اللغة العربية للناطقين بغيرها بكلية دار العلوم - جامعة القاهرة، وتولّى الإشراف على تنفيذ المشروع وإدارته، وتدريس بعض مواده.
17. التدريس لطلاب الدراسات العليا بكلية دار العلوم أربع سنوات متتابعة، ولسنة واحدة بكلية الآداب جامعة القاهرة، ولسنة واحدة بكلية الدراسات العربية جامعة المنيا، ولفصل دراسي بكلية اللغة العربية جامعة القصيم.
18. المشاركة في دورة تدريبية لمعلمي اللغة العربية للناطقين بغيرها بجزر القمر سنة 2008م.
19. المشاركة في دورة تدريبية لمعلمي اللغة العربية للناطقين بغيرها بأوغندا عام 2009م.
20. تدريس مادة (مناهج البحث وتحقيق النصوص) لطلاب السنة التمهيدية بقسم النحو والصرف والعروض العام الدراسي 2011 ــ 2012م.
21. تدريس مادتي (مناهج البحث وتحقيق النصوص واللغة الإنجليزية) لطلاب السنة التمهيدية بقسم النحو والصرف والعروض العام الدراسي 2012 ــ 2013م.

## المؤتمرات وحلقات البحث
1. مؤتمر تعليم النحو والصرف بالجامعات المصرية _ إسلام آباد، عام 1988م.
2. مؤتمر تعليم اللغة العربية - إسلام آباد، عام 1989م.
3. مؤتمر تعليم الأدب الإسلامي - إسلام آباد، عام 1990م.